# Sonia Picado Sotela
Sonia Picado Sotela (San José, 20 de diciembre de 1936) es una jurista, política y profesora universitaria de Costa Rica con una reconocida experiencia en el campo de los derechos humanos.
Ha ocupado altos cargos en el Sistema Interamericano de Derechos Humanos que incluyen: Directora Interna, (1983-1984); Directora Ejecutiva Adjunta, (1984-1987) y Directora Ejecutiva, (1987-1994) todas del Instituto Interamericano de Derechos Humanos.
Actualmente ocupa la Presidencia del IIDH, es la primera mujer en llegar a ocupar dicho cargo. Con anterioridad formó parte también de la Corte Interamericana de Derechos Humanos, en la cual ha sido jueza y, de 1988 a 1994, vicepresidenta. Asimismo, es miembro del Consejo Directivo en Seguridad Humana de las Naciones Unidas, de la Corte de Arbitraje de La Haya y del Diálogo Inter-Americano.
También ha sido embajadora de Costa Rica ante el gobierno de los Estados Unidos entre el 1994 a 1998 y Diputada en el período 1998-2002 por el Partido Liberación Nacional. Desde su curul llevó a cabo importantes luchas para incorporar la perspectiva de género a los distintos proyectos de ley e impulsó otros en beneficio de las mujeres costarricenses.
Tiene una reconocida trayectoria en la defensora de los Derechos Humanos, especialmente en la promoción y lucha por mejorar los derechos humanos de las mujeres.

## Publicaciones
Además de numerosos artículos publicados a nivel nacional e internaciona, su pensamiento lo ha expuesto en las siguientes obras: “Participación Política de la Mujer: Un reto ayer, hoy y siempre” (2001), “Mujer y Política” (2002) y “Seguridad Humana y Derechos Humanos” (2003).

## Distinciones y reconocimientos
Por su econocida trayectoria en la defensora de los Derechos Humanos, especialmente en la promoción y lucha por mejorar los derechos humanos de las mujeres ha sido acreedora a tres doctorados honoris causa – Elmhurts College, (2000), Universidad de Miami, (2002) y Colby College, (2003) – y a varios galardones de organismos internacionales como, entre otros, el Premio de Derechos Humanos de las Naciones Unidas (1993) y el Premio del Programa de las Naciones Unidas para el Desarrollo (1995).
Además, en el ámbito nacional se han puesto de relieve sus aportes en el avance de la igualdad y los derechos de as mujeres con los siguientes reconocimientos: Reconocimiento por los Esfuerzos Humanitarios y Culturales (1987), de la Federación de Mujeres Profesionales y de Negocios de Costa Rica, Reconocimiento por la Colaboración en Problemas Relacionados con las Mujeres, (1986), de la Comisión Interamericana de Mujeres, y Reconocimiento por el Trabajo Profesional con las Mujeres, de la Organización de Ciudadanas Costarricenses (1986).
Asimismo, el Instituto Nacional de las Mujeres la incluyó en el año 2005 en la Galería de la Mujer.